# Lechang
Lechang (乐昌 ; pinyin : Lèchāng) est une ville de la province chinoise du Guangdong. C'est une ville-district placée sous la juridiction de la ville-préfecture de Shaoguan.

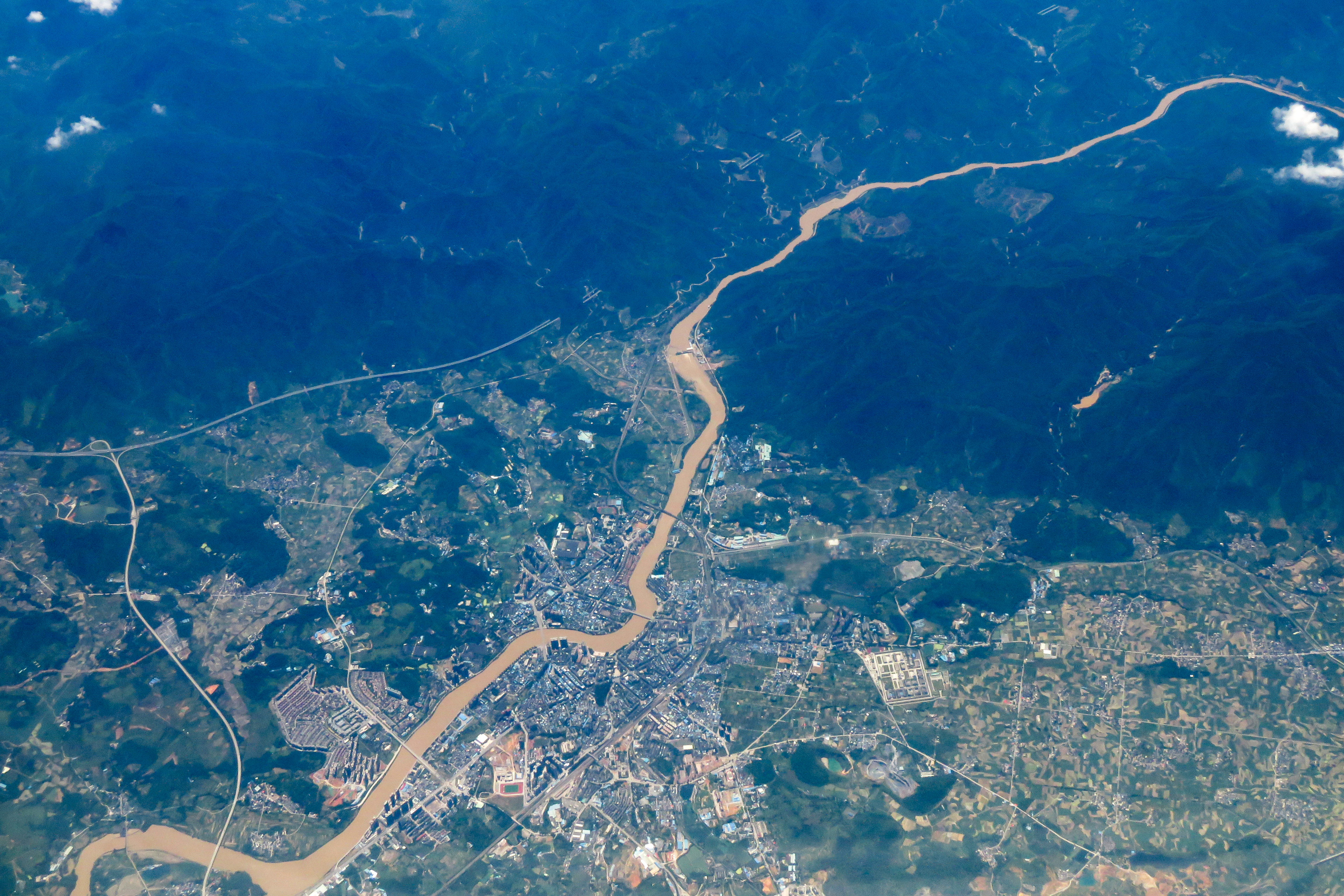
Prise de CA1896 (Shenzhen à Pékin, pilotée par B-2447). Lechangdong se trouve peut-être sous le ventre du 744.

## Communes du district
- Pingshi

## Démographie
La population du district était de 496 103 habitants en 1999.